# Röda Elitböckerna
Röda Elitböckerna är en skönlitterär bokserie (Libris 1887842) utgiven av B. Wahlströms bokförlag 1961-1963. Serien föregicks av Röda Elitbiblioteket, Gröna Elitbiblioteket och Blå Elitbiblioteket samt följdes av Wahlströms Elitromaner.
Förutom gemensam layout med röda ryggar och randiga sidor i rött och grått är böckernas enda koppling till varandra att de har gemensam layout. Undantaget är böckerna om Angélique av Sergeanne Golon. De var dessutom endast en del av författarens egen serie. 
| Volym | Titel                               | Författare         | Utgivningsår |
| ----- | ----------------------------------- | ------------------ | ------------ |
| 1     | Så länge vingarna bär               | Nevil Shute        | 1961         |
| 2     | Uppdrag i Barcelona                 | David Dodge        | 1961         |
| 3     | Ungkarl i paradiset                 | Vera Caspary       | 1961         |
| 4     | Angélique. 1, Lilla markisinnan     | Sergeanne Golon    | 1962         |
| 5     | Angélique. 2, Vägen till Versailles | Sergeanne Golon    | 1962         |
| 6     | Skilda vägar                        | Rosamond Marshall  | 1962         |
| 7     | Guds lilla land                     | Erskine Caldwell   | 1962         |
| 8     | Nordens Venus: Aurora Königsmark    | Ebba L. Lewenhaupt | 1963         |
| 9     | Vikingarna                          | Edison Marshall    | 1963         |
| 10    | Natten lämnar inga spår             | Sylvia Thorpe      | 1963         |
| 11    | Ogärningsmän                        | Bernhard Nordh     | 1963         |
| 12    | Stjärnfall                          | Helga Moray        | 1963         |
| 13    | Mannen som ägde allt                | Louis Bromfield    | 1963         |
| 14    | Ditt liv är mitt                    | Mignon G. Eberhart | 1966         |
| 15    | Lukas, läkaren                      | Frank G. Slaughter | 1963         |